# Soconusco

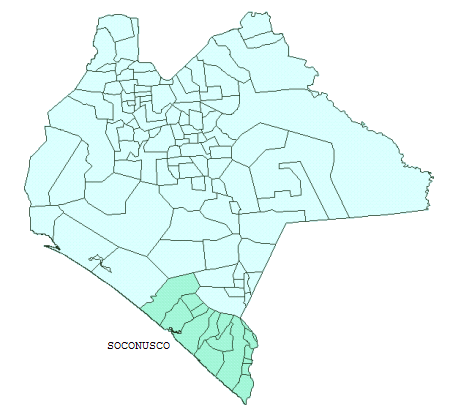
Vùng Soconusco, bang Chiapas

Soconusco là một khu vực ở góc phía tây nam của bang Chiapas ở Mexico dọc theo biên giới với Guatemala. Đó là một dải đất hẹp nằm giữa dãy núi Sierra Madre de Chiapas và Thái Bình Dương. Đây là phần cực nam của bờ biển Chiapas kéo dài về phía nam từ sông Ulapa đến sông Suchiate, phân biệt với lịch sử và sản xuất kinh tế của nó. Độ ẩm dồi dào và đất núi lửa luôn làm cho nó trở nên giàu có cho nông nghiệp, góp phần vào sự ra hoa của các nền văn hóa Mokaya và Olmec, dựa trên Theobroma cacao và cao su củaCastilla elastica.
Trong thế kỷ 19, khu vực này bị tranh chấp giữa Mexico và Guatemala cho đến khi một hiệp ước được ký kết vào năm 1882 để cố định biên giới hiện đại, chia phần mở rộng lịch sử của khu vực với phần lớn đi Mexico và một phần nhỏ hơn về phía nam của Suchiate đến Guatemala. Năm 1890, Porfirio Díaz và Otto von Bismarck hợp tác để tận dụng tiềm năng nông nghiệp của miền nam Mexico bằng cách gửi 450 gia đình Đức đến Soconusco gần Tapachula ở bang Chiapas phía nam. Việc trồng cà phê mở rộng nhanh chóng khiến Soconusco trở thành một trong những thuộc địa thành công nhất của Đức, và giữa năm 1895 và 1900, 11,5 triệu kg cà phê đã được thu hoạch. Fincas (bất động sản) được dựng lên trong rừng Chiapaneco và đặt tên Đức như Hamburgo, Bremen, Lübeck, Agrovia, Bismarck, Phổ và Hanover.
Khu vực này đã trải qua một nền kinh tế bùng nổ và phá sản với các mô hình di cư được nghiên cứu kỹ lưỡng của các công nhân nông nghiệp. Sau khi xuất khẩu cacao đến trung tâm Mexico hàng ngàn năm, vụ mùa hiện đại đầu tiên cho xuất khẩu là cà phê, được giới thiệu bởi những người nhập cư nước ngoài vào cuối thế kỷ 19. Kể từ đó các loại cây trồng khác như trái cây nhiệt đới, hoa và nhiều loại khác đã được giới thiệu. Sự bổ sung gần đây nhất là chôm chôm, một loại trái cây Đông Nam Á.